# チームオーダー
チームオーダー (team-order) とは、スポーツ競技において、チームが所属選手へ指示を出すことによって故意に所属選手間の順位を入れかえたり、保持しようとしたりすること。広義のチームオーダーは、文字通り「チームによる指令（命令）」を表すが、狭義のチームオーダーは、個人のレース結果よりチームの利益を優先させる行為を指す。
本項では主にF1世界選手権での事例を挙げ、下記の概要に記す2010年度 FIAスポーティングレギュレーション第39条の1項を基に、狭義のチームオーダーについて記述する。なお、F1では2011年よりチームオーダーが解禁されている。

## 概要

### 定義
例えば、同一チームに
- 「シーズン順位が上位でチャンピオンの可能性があるドライバー A」
- 「シーズン順位がAより下位でチャンピオンの可能性がないドライバー B」

の2名が所属している場合に
- A の直前を B が走行している場合に A が B を「追い抜ける」ように
- A の後方を走る B のペースが A を上回っている場合に B が A を「追い抜かない」ように
- A の直接的なライバルに対して B が「牽制する」ように

といった指示を出すことによって A がドライバー部門のポイントを獲得しやすくする。この指示をチームオーダーと呼ぶ。単に第2ドライバーが第1ドライバーの前を走行している場合にもこういった指示が出される場合もある。主にシリーズ戦形式のカテゴリにおいて、ドライバー部門チャンピオンをチームドライバーに獲得させる事が目的である。
かつて、1970-80年代はチームとドライバーが契約する時点でナンバー1/ナンバー2は明確に役割分担されレース前に両ドライバーとチームで取り決めをしたり、サインボードでの指示で行うなど当事者のみに分かるような形で行われることが多かったが、1990年代後半からは公開を前提とした無線を使用するようになったため、指示内容が外部に知られてしまう可能性が増した。
チーム側もそれを警戒して、全く関係ない言葉を暗号にしてチームオーダーを発令しているという指摘もある。また入れ替える手段も巧妙化しており、「偶然を装ったコースアウト」「トラブルを装ったピットイン」などの存在がチームオーダーによるものであると囁かれている。
こうした行為が個人の上位進出を目指さない八百長行為なのか、チームの利益を第一に考えたチームプレイなのかは議論が分かれる。
上記のような例の他に、主にラリーなどで意図的にペナルティを受けスタート間隔などをコントロールするためにチームオーダーが発せられる場合や、レース途中でマシンにトラブルが発生した場合の予備車（スペアカー）の優先利用権をチームオーダーとして定める場合もある。また、極めて稀な例ではあるが、決勝に出場してもすでにチームが撤退することが決定している場合に、ドライバーにわざと予選で敗退させる、あるいは予選自体に出場しないように命じる行為も「レース結果を妨げる様なチームオーダー行為を禁止する」に該当するため、チームオーダーの一種と捉えることもできる。

### 実態
2010年までのF1レギュレーションにある通り「レース結果を妨げる様なチームオーダー行為を禁止する」というのは、レースが個人競技であることを前提にしたルールと言える。しかし、多くのレーシングカテゴリーでは、コンストラクター（＝チーム）に複数のドライバーが所属している場合が多い。そのため、ドライバー側からは個々の速さやドライビングの力量を競い合う競技といえるが、チーム側からはより高い戦績を残すべくチーム戦略を用いて最大の結果をもたらすことも重要となり、両者の利益は時に合致しない。このことから、現在でもルールの存在の有無を問わずチームオーダー自体には賛否両論がある。

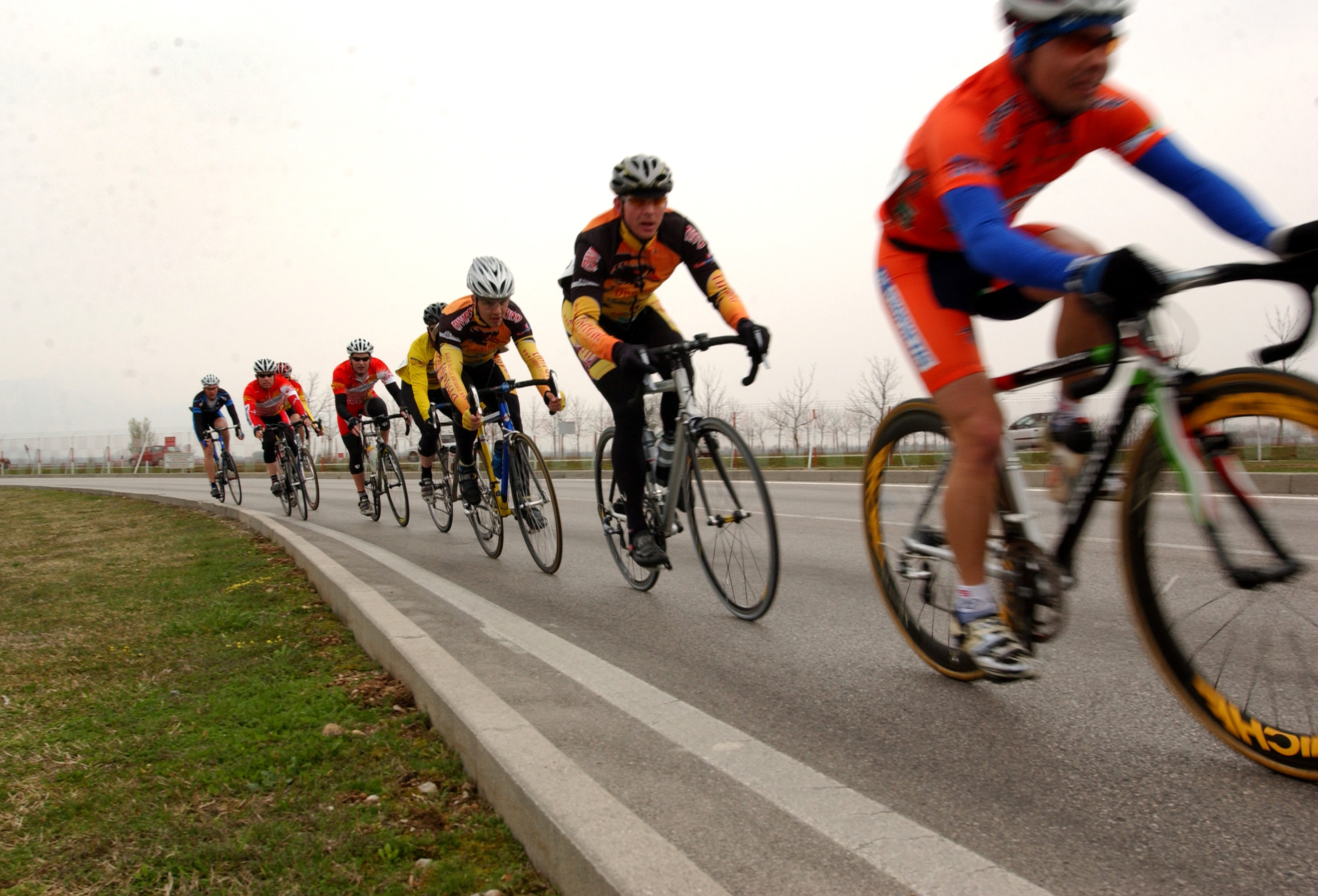
ロードレースにおけるチームオーダーの様子。エース選手の体力を温存するべく、味方チーム選手が数珠繋ぎになって走行して勝利につなげる。（※：ペースライン戦略とも）

いくつかの車両競技においてはチームオーダーを肯定しているものもあり、その代表的な競技が自転車競技のロードレースである。 チームは一丸となって一人のエース選手を勝たせるために走るのが通常であり、エース選手以外はレースが始まる前に決定したチームオーダーに従って走る。自転車の駆動力は人力、すなわち人間の体力でありエース選手の体力を温存させて勝負をかける必要性がある場面でスパートをかけるなど、個人戦におけるロードレースは除き、団体競技として見る向きがある。
モータースポーツでも自動車メーカー（マニュファクチャラー）の対決色が濃い耐久レースでは、ドライバーはチームの指示を守って走行する。ロードレースの様に役割分担を決めておき、レース序盤から飛ばしてペースを撹乱する先行車（ラビット）と、通常のペースで優勝を目指す本命車を分けることがある。メーカーの上位独占が望める場合は、各車にスローダウンの指示を出し、隊列を組ませてゴールさせる（デイトナフィニッシュ）。
一方、F1の場合は1950年の設立当初からドライバーズチャンピオンを制定しており、レースを「個人競技」として捉えていた。チーム側のチャンピオンシップであるコンストラクターズチャンピオンは遅れて1958年に制定されている。つまり、「団体競技」としての要素よりも個人を尊重する考えの競技というのが軸となっている。
それでも全員が平等ではなく、チーム内でエースドライバーとセカンドドライバーの待遇差は明確にあった。1950年代はマシンのシェア（乗換え）が認められており、エースのマシンが故障した場合、セカンドはマシンを降りてシートを譲るのが当然だった。道具（マシン）の性能差が表れ易い競技であるため、調子の良いエンジンや新開発パーツは優先的にエースに与えられ、チームはそれらの条項を契約書に盛り込んでいた。
過去にはロータスチームのジム・クラークとグラハム・ヒルなど、チャンピオン級のドライバーを組ませる「ジョイントナンバーワン」体制が成功した例もあった。自由な競い合いによってチーム力が上がることもあるが、マクラーレンチームのアラン・プロストとアイルトン・セナなどのように選手間のエゴが衝突し合うと、同士討ちという収拾のつかない事態に陥る恐れもある。チーム内の序列は組織としての戦力を維持するための方策でもあった。
他方でチームオーダーの発令は、それを受け入れる側の選手のモチベーションを引き下げる副作用も見られる。例として2018年ロシアグランプリでメルセデスチームは、エースドライバーのルイス・ハミルトンのタイトル獲得を優先すべく、この年の初勝利を射程距離に捉えていたバルテリ・ボッタスに対してハミルトンを先行させるチームオーダーを発令した。優勝を手放す羽目になったボッタスは表彰台で意気消沈しただけでなく、ロシアGP終了時点ではランキング3位に位置していたが、その後のレースでランキング4位と5位のドライバーに先行される順位が続き、ランキング5位にまで下がる結果となった。
しかし、時代が進み、テレビ中継の拡大によってF1が国際的に認知されるようになると、スポーツマンシップの観点から「結果を管理すること」が疑問視されるようになった。とりわけ、特別に優れたマシンを持つ（=チャンピオンシップに近い）チームが、レースに優勝するドライバーを決めることが批判の対象となった。

## 主なチームオーダー

### 禁止ルール以前の主な事例（1950 - 2002）

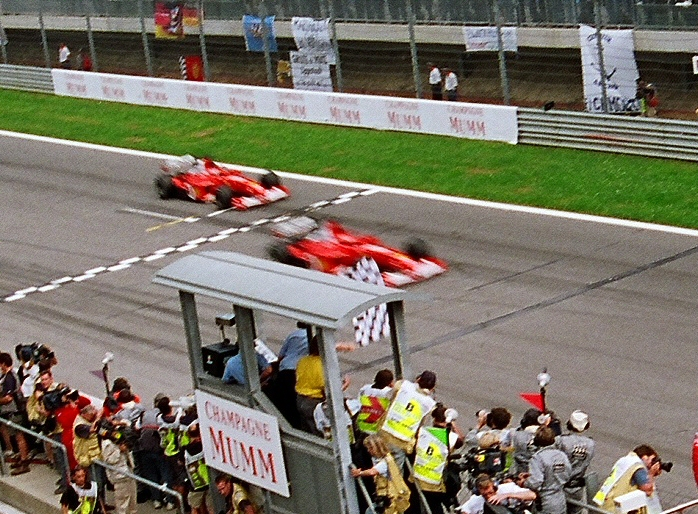
バリチェロに譲られる形でスタート/フィニッシュラインを通過するシューマッハ。（※：写真は2002年オーストリアGP）

1958年モロッコGP
この年、ヴァンウォールが最終的にはシリーズ11戦中6勝を挙げる強さを見せ付けた。しかし勝利が分散された結果、モロッコGP直前のドライバーズランキングはフェラーリのマイク・ホーソンにリードされており、ヴァンウォールのエースドライバーであるスターリング・モスがチャンピオンとなるためには優勝とファステストラップの両方を獲った上で、ホーソンが3着以下に沈むと言う過酷な条件があった。モスはこの条件の内、優勝の8ポイントとファステストラップの1ポイントの獲得に成功している。しかしホーソンが3番手に盛り返した瞬間、フェラーリがチームオーダーを発令。2番手に付けていたチームメイトのフィル・ヒルがホーソンに2位を譲ったことにより、ホーソンが1ポイント差で逃げ切り、チャンピオンを獲得した。この時の行為に関して、フィル・ヒルはレース後に「もし譲らなかったら、たとえ優勝していても即刻フェラーリをクビになっていただろう」と語っている。
1964年メキシコGP
この年のチャンピオン争いは、BRMのグラハム・ヒル、フェラーリのジョン・サーティース、ロータスのジム・クラークの三つ巴となっていた。レースはチャンピオンになる為には優勝しかないクラークの大逃げで始まった。ライバルのサーティースは信頼性優先のマシンを選んだが故に、チームメイトのロレンツォ・バンディーニに遅れを取り、もう一方のライバルであるグラハム・ヒルは、バンディーニとの接触が響き後方で喘ぐ展開となった。このままレースが終了すればクラークの逆転チャンピオンとなる筈であったが、悲運にもファイナルラップ直前にマシントラブルが発生、ゴール寸前でストップしてしまう。この事態を知ったフェラーリは急いでチームオーダーを発動。これがギリギリで間に合い、2番手につけていたバンディーニがサーティースに2位の座を譲った結果、サーティースが僅か1ポイント差でチャンピオンを獲得した。
1981年ブラジルGP
前年ウィリアムズに加入したカルロス・ロイテマンは「ウィリアムズのマシンが7秒差以内でワンツー体制となった場合、エースドライバーのアラン・ジョーンズに勝利を譲る」という明確なナンバー2契約を結んでいた。しかし、ロイテマンはブラジルGPでこの契約を破り、ジョーンズを抑えて優勝した。これに怒ったジョーンズとロイテマンに確執が生じ、ライバルとなった2人のポイントは分散し、ウィリアムズはコンストラクターズタイトルは獲得したものの、ドライバーズタイトルはネルソン・ピケに奪われることになった。対立に嫌気が差したジョーンズはこの年限りで引退した。
1982年サンマリノGP
FOCA系チームの大量欠場もあり、わずか14台でのレースとなった中、地元フェラーリ勢が1位ジル・ヴィルヌーヴ、2位ディディエ・ピローニの順で1-2走行を続けていた。3位以下とは大差がついており、かつコンストラクターズポイントに影響がないことから、チームは無用なバトルを避けて順位を保持するように指示。ところがピローニがこれを無視してヴィルヌーヴを追い抜き、最終的に優勝してしまう。これにより両ドライバーの確執は頂点に達し、次戦ベルギーGPでの悲劇の遠因となってしまう。
1982年フランスGP
ルノーはチャンピオン争いをしているアラン・プロストを勝たせるという方針で母国GPに臨んだ。しかし、ルネ・アルヌーがこの指示を無視して優勝し、チームが曖昧な見解を示したため、プロストの方がフランスのメディアに糾弾された。アルヌーはこの年限りでルノーを去り、フェラーリへ移籍した。
1991年日本GP
このレースではマクラーレンのエースドライバーであるアイルトン・セナのドライバーズチャンピオンがかかっていたが、それはレース序盤にウィリアムズのナイジェル・マンセルがリタイアしたことにより決定していた。この時チーム戦略により2位を走行していたセナが、トラブルが発生していたチームメイトのゲルハルト・ベルガーを追い抜きトップに立ったが、チーム内で事前にセナのチャンピオンを決定させるべくオープニングラップの1コーナを制したドライバーを優勝させるという取り決めをしていた。そのため、チームオーナーのロン・デニスは何度もセナにポジションを譲るように指示を出したが、セナはこれを無視し続けファイナルラップまでトップを走る。しかし最終的にはフィニッシュ直前にスローダウン、ベルガーにトップを譲った。この時セナは「真の勝者は誰なのか」を誇示する意味であからさまな譲り方をしたと言われ、譲られた形のベルガーは露骨な不快感を示した。
1992年フランスGP
スタート直後に予選2位のリカルド・パトレーゼがPPのナイジェル・マンセルから先行、マンセルの激しいチャージをパトレーゼが抑える展開となる。しかし降雨により赤旗中断。レース再開後、中断前とは打って変わってパトレーゼはマンセルをあっさり先行させる。赤旗中断前後で余りにもパトレーゼの様子が違っていたため、チームオーダーが発令された、との観測が広がったが、当時のパトレーゼは無言を貫いた。後年パトレーゼはチームオーダーが出された事を認めている。
1993年フランスGP
自身初のポールポジションを獲得したデイモン・ヒルであったが、決勝ではアラン・プロストに先行を許し猛烈にチャージをかけるも、チームから「HOLD」のサインが出た途端にプロストから付かず離れずの走りに徹した。
1998年オーストラリアGP
レース中盤に無線トラブルにより余分なピットインをしたことにより2位走行していたマクラーレンのミカ・ハッキネンが、ホームストレート上でチームメイトのデビッド・クルサードからトップを譲られた。このレースではマクラーレンが圧倒的な戦闘力で他チームのマシンを全て周回遅れで下すレースであったが、チームメイト同士でオープニングラップでの順位をレース結果で維持するようにレース前に取り決めていたという。しかし開幕戦であったことから批判の声が多くあがり、チームオーダーについての議論を喚起するきっかけとなった。
1998年ベルギーGP
レース終盤ジョーダンのデイモン・ヒルとラルフ・シューマッハが1、2位を走行。ジョーダンにとってF1初優勝が懸かる状況である一方、ラルフも自身のF1初優勝を目指してヒルを猛追したが、チームは共倒れのリスクを避けるためにポジションキープを指示し、ワンツー勝利を達成した。表彰台で約１年半ぶりの勝利に笑顔を見せるヒルの横で、ラルフは不満げな表情を浮かべた。これが一因となり、翌年はウイリアムズへ移籍。
1999年ドイツGP
ポイントランキング首位のミカ・ハッキネンがリタイアする荒れたレース展開となり、骨折したミハエル・シューマッハの代役としてフェラーリ入りしたミカ・サロがトップに浮上した。しかし、サロは自身の初優勝にこだわらず、チャンピオン争いをしているチームメイトのエディ・アーバインを先行させた。レース後、アーバインはサロの協力に感謝し、優勝杯をサロに譲った。
2001年オーストリアGP
マクラーレンのデビッド・クルサードが優勝したレース。ラスト2周までフェラーリのルーベンス・バリチェロが2位を走行し、チームメイトのミハエル・シューマッハが3位を走行していたが、当時チーム監督をしていたジャン・トッドよりバリチェロにチーム無線で「Rubens, last lap. Let Michael pass for the championship. Rubens. Please. （ルーベンスよ最終ラップだ。チャンピオンシップの為にミハエルからパスされてくれ。ルーベンス、お願いだ。）」と伝えられる。バリチェロは命令通りファイナルラップでミハエルに自身をパスさせて3位でチェッカーフラッグを受けた。
このレースまでの獲得ポイントはミハエル・シューマッハ36ポイント、デビッド・クルサード28ポイントで仮にミハエルが3位に甘んじた状態でクルサードが優勝すればミハエル・シューマッハ40ポイント、デビッド・クルサード38ポイントとチャンピオンシップ争いで磐石な体制とは呼べない状態であった為、チームオーダーを使用した。このチームラジオは当時のF1中継の国際映像に映ってしまい、チームオーダーに対する論議を呼んだ。
2002年オーストリアGP
フェラーリのルーベンス・バリチェロがポールポジションを獲得し、決勝レースも首位を独走していたが、最終ラップに不自然に減速し、スタート/フィニッシュライン直前で同チームメイトのミハエル・シューマッハに追い越された。優勝したミハエルは表彰台の中央にバリチェロを立たせ、優勝トロフィーもバリチェロに受け取らせた。
オーストリアGPでは2年連続の行為であり、チームが露骨なチームオーダーによってミハエルに優勝を譲らせたのは明白だったため、フェラーリはチームの運営やレース競技の在り方に対して世界中から大きな非難を浴びた。また、当時チーム監督であったジャン・トッド、同じく当時のテクニカルディレクターであったロス・ブラウン、そして優勝者のミハエル・シューマッハ自身もチームオーダーを正当化する発言をしたために物議を醸した。
10月28日、イギリスのロンドンにて会議が開かれ、先述のような事態を重大視したFIAはよりレースを活性化させることを狙い、個人競技としてのレースと見立てて　2003年のレギュレーションよりチームオーダーを正式に禁止した。

### 禁止ルール適用中の事例（2003 - 2010）

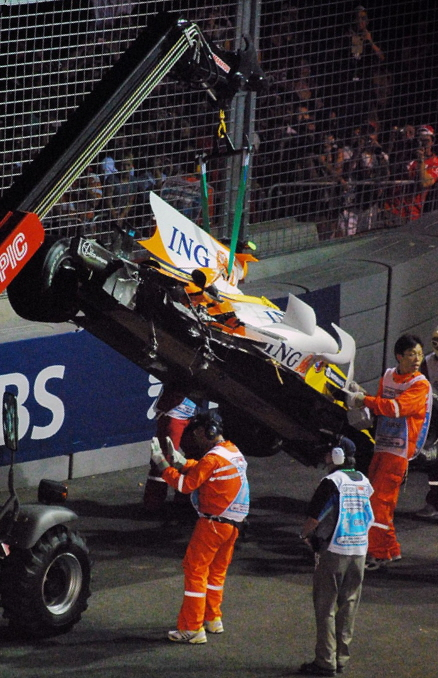
マーシャルのクレーン車に撤去されるルノーのマシン。ドライバーはネルソン・ピケJr.。

2005年アメリカGP
所謂「インディゲート」が起き、ミシュランタイヤを履いた全チームが事実上のボイコットを起こしたレース。残ったブリヂストンタイヤ勢であるフェラーリ、ジョーダン、ミナルディの6台でレースを行い、フェラーリのミハエル・シューマッハのピットインにより一時はチームメイトのルーベンス・バリチェロが首位を走行していたが、51周目にミハエルが再度ピットインしてコースに出た直後、バリチェロと並ぶ事に成功する。その直後の第1コーナーでバリチェロはコースから外れたグラベルゾーンに危険回避の為に押し出される形となった。その時のチームラジオは「クラッシュしてリタイアをすることが無いように」と命令を出され、この交信以降はミハエルもバリチェロも共にプッシュをせず、ペースを落とした安全な走行でワンツーフィニッシュを果たした。シーズン通して戦闘力不足に苦戦を強いられたフェラーリとミハエル・シューマッハにとって2005年唯一の勝利。

2007年モナコGP
マクラーレンのフェルナンド・アロンソとルイス・ハミルトンがマッチレースを展開し、アロンソが優勝した。ハミルトンは燃料搭載量を多めにしてスタートし、2度目のピットストップを遅らせて順位を逆転しようとしたが、チームは予定よりも早めにハミルトンをピットインさせた。ハミルトンはレース後の記者会見で「僕のカーナンバーは2番だ。僕はナンバー2ドライバーだからね」と発言。地元イギリスのメディアを中心に「アロンソを勝たせるためハミルトンに作戦変更を命じた」というチームオーダー疑惑が取りざたされた。FIAはレギュレーション違反に該当するか調査し、マクラーレンの行為は合法であると発表した。
2008年シンガポールGP（クラッシュゲート）
F1史上初のナイトレースとなった2008年シンガポールGPでの事例。ルノーのネルソン・ピケJr.が14周目のターン17においてチーム側の指示により意図的なクラッシュを喫し、これによりチームメイトのフェルナンド・アロンソへの作戦が有利に働き、優勝を果たした。当初は予選15位からの、そして当時のルノーの脆弱性からみて優勝はおろか入賞すら絶望的な局面からの優勝はアロンソを大いに祝福し、ピケJr.に対しても偶発的なクラッシュが計らずもアロンソの上位進出に大いに貢献したと賞賛した。ところが、その後の多くのレースでピケJr.のレースがチーム側が満足出来る形でなかったという理由で、翌年の2009年のシーズン途中ハンガリーGPを最後に解雇された。その約1ヶ月後、ブラジルのテレビ局ヘジ・グローボの中で、昨年のシンガポールGPでのクラッシュは意図的なものであったと発言。当初は、この事件が解雇に対する腹癒せであるかのように風評したが、後にピケJr.本人が7月30日にFIAに対し供述書を提出していた事が分かった。供述によるとチーム首脳陣のフラビオ・ブリアトーレ、パット・シモンズ、そしてピケJr.との三者間で事前に、クラッシュを行う場所や周回数を打ち合わせたとされる。事実、アロンソは11周目にピットに入り、その3周後のターン17においてピケJr.はクラッシュをした。この「予定通り」のクラッシュによってコース上にマシンのパーツ破片が散乱し、又、ストリートコースでもあった為、セーフティカーが導入されるのが必至だった。各マシンがピットに入る前にセーフティカーが導入されれば、先にピットに入ったアロンソが有利になるという公算となり、そのチーム側の思惑通りの結果をもたらしアロンソが優勝を果たした。事態を重く見たFIAは世界モータースポーツ評議会の臨時会議にルノー首脳陣を招聘することをプレスリリースで表明。供述書の内容、ターン17におけるピケJr.のテレメトリデータ（明らかにアクセルを過剰に踏み込み、意図的なスピンをしているのが分かる）、あるいは無線内容や命令に従わない場合は解雇などの措置を取るという脅迫じみた内容など状況証拠が揃っていた。しばらく、ルノー陣営とピケ父子との争いがあったが、9月16日にルノーは事実上罪を認め、ブリアトーレとシモンズがチームから離脱したことを発表。ブリアトーレはF1界から永久追放処分、シモンズは5年間の追放処分を受けたが、後に2012年までの謹慎処分に緩和された。

2010年ドイツGP
スタートでトップに立ったフェラーリのフェリペ・マッサとそのすぐ背後を追うチームメイトのフェルナンド・アロンソという展開になった。フェラーリのマッサ側のエンジニアであるロブ・スメドレーはチーム無線でマッサに対し「OK, so, Fernando, is, faster, than, you. Can you confirm you understood that message?（フェルナンドは君より速い。この意味が解るか?）」と、一語一語区切って強調した口調で伝える。その直後のヘアピンでマッサは若干スローダウンし、アロンソに先頭を譲った。後にスメドレーは「Good lad. Just stick with it now. Sorry.（よくやった。そのままにしておいてくれ。すまない。）」とマッサに対して任務を遂行したことに対する労いの言葉を無線で伝えた。レースはそのままアロンソとマッサの1-2フィニッシュとなったものの、レース後の記者会見では先述の通りあまりにも露骨な指示はチームオーダーそのものではないか?と、記者から激しく責め立てられる事となった。
レース後、スチュワードはこの行為をチームオーダーであると認め、フェラーリに対して10万ドルの罰金を科した。中盤戦である上、このレース開始時点でアロンソとマッサに31点の得点差があった事もあり、アロンソの逆転チャンピオンを狙いたいフェラーリの思惑が正直に出てしまった結果となった。
前述にあるように、2003年のチームオーダー禁止以降、チームが意図的にチームオーダーを行う場合、チーム内で無線暗号を決めるなり、わざとピットの順番をずらして前にいかせるなどという手が常套手段となっていたが、今回のフェラーリは堂々と指示を無線に乗せてしまった上、マッサの譲り方があまりにもあからさまだったために問題となってしまった。又、この事件は様々なF1関係者に対してチームオーダーの是非を問う切っ掛けにもなった。この問題を深刻に受け止めたFIAは、9月8日にパリで開催される世界モータースポーツ評議会（※：World Motor Sport Council WMSC）の特別公聴会にフェラーリを召喚し最終的な審議を問う事を発表した。9月8日、フェラーリ関係者はパリのコンコルド広場で開かれた特別公聴会に出席した。尚、アロンソ、マッサはイタリアGPを控えているのもあってビデオリンクでの参加であった。審議の結果、先述のドイツGPでの行為はチームオーダーに該当し、10万ドルの罰金は認めながらもフェラーリに対してそれ以上のペナルティを与えないものとした。又、この件に関してWMSC側もスポーティングレギュレーション第39条の1項を見直す必要がある事を認め、将来的にチームオーダーがルール改訂によって消滅する、あるいは何らかの形によって合法になる可能性がある事を示唆していた。

## 禁止ルールの廃止 （2011 - ）
上記のドイツGPの問題から波紋を受け、チームオーダーに対する賛否両論を再び問う必要性が生まれた。又、各チームやF1関係者に対しドイツGPを例に「チームオーダーをどう考えているか?」という質問が相次いだ。
（※：下記の#チームオーダーへの評価も参照）
2010年12月10日にモナコで開かれたWMSCの最終的な会議によってFIAスポーティングレギュレーション第39条の1項、つまりはチームオーダー禁止ルールを削除する事で合意した。これにより2011年度よりチームオーダーは合法となる。但し、国際競技規約の第151条・規則違反のc項にある「競技の公正または自動車スポーツの利益を阻害する性質を有する詐欺行為または不正行為。」を犯したドライバー、チームに関しては罰則を与えられる。

### 禁止ルール廃止後の事例
2011年イギリスGP
レース終盤、レッドブルの2台が2・3位を走行し、マーク・ウェバーが後方からセバスチャン・ベッテルを追い上げていた。チーム代表のクリスチャン・ホーナーからウェバーに対して「Maintain the Gap（差を保て）」という指示が出されたが、ウェバーは尚もベッテルを攻め立てた。レース後のインタビューでは、ウェバーが無線の指示を無視したことを認めたため話題となった。
ホーナーは指示の理由を共倒れのリスクを避けるためと説明し、「最終的には一番重要なのはチームだ。チームより重要な個人など存在しない」と述べた。しかし、前年のドイツGPの騒動ではフェラーリを公然と批判しており（後述）、解禁後とはいえチームオーダーを発動したことに批判を受けた。
2013年マレーシアGP
2011年イギリスGPの逆ケース。マレーシアGPはタイヤの消耗が激しいため、レッドブルは最後のタイヤ交換を終えた時点の順位のままフィニッシュするという取り決めを交わしていた。レースはウェバーとベッテルのワンツー体制となり、ウェバーは取り決めを信じてペースダウンした。しかし、ベッテルは無線指示を無視してオーバーテイクを仕掛け、ウェバーから優勝を奪った。レース後、ウェバーは「マルチ21」という暗号のような単語を出してベッテルのチームオーダー破りを非難。ベッテルは故意ではなかったと謝罪したが、ホーナー代表もベッテルが個人の利益を優先したと認めた。
また、3・4位のメルセデスもチームオーダーを発動。ガス欠を恐れてペースを落としたルイス・ハミルトンを抜きたいとニコ・ロズベルグが訴えたが、チームから順位を守るよう説得された。レース後、ハミルトンは「彼は僕のポジション（3位）を得るのにふさわしかった」と認めた。
2015年モナコGP
レッドブルチームはリカルドがライコネンを押し出してポジションをあげたのち、クビアトの後ろにつけた。そのあと「ハミルトンを抜けるのか試すぞ」という無線指示に従い、クビアトはリカルドに順位を譲る。レース最終盤に入って、「ハミルトンかベッテルを攻略できない場合は、クビアトに順位を譲り返す」指令が出されたレッドブルらしい戦略を見せたレース。結局クビアト4位、リカルド5位であった。
2018年ロシアGP
ルイス・ハミルトンのピットインタイミングを1周間違えてしまったメルセデスのトト・ヴォルフ代表は、緊急策としてハミルトンを前に出すようにバルテリ・ボッタスに指示。そのまま1-2フィニッシュでレースは終了となり、チームストラテジーミスとはいえ2013年のマレーシアGPと似た状況を生んだ。ただ、この件はボッタスのモチベーションを下げる結果となり、ボッタスのドライバーズランキングが下げる一因となった。また、2021年4月の記事によれば、当時はシーズン終了と同時にチームを去ることを真剣に考えたことを明かしている。

## チームオーダーへの評価
F1関係者の間でもチームオーダーに対しての意見や評価は賛否両論である。
ルカ・ディ・モンテゼーモロ
フェラーリの会長である、ルカ・ディ・モンテゼーモロは以前よりチームオーダーに対して賛同的な意見を持つ人物として知られる。又、フェラーリの伝統を重んじる主義でもあり、先述の2002年オーストリアGPでの一件後に「今までもチームオーダーを使ってきたし、これからもフェラーリはチームオーダーを使う。」と発言している。モンテゼモーロの思想では、F1はチームスポーツという考えから成り立ち、あるいは単純に同じチームのドライバー同士が年間を通して争うのではなく、チームの利益を優先してドライバーに対してそれぞれの役割分担をさせる団体競技としての思想が根強い。又、チームオーダーを批判する事を「偽善」であると反論している。
フラビオ・ブリアトーレ
元ルノーの監督であったフラビオ・ブリアトーレもチームオーダーに対して賛同的な考えを持っている。但し、前述の2008年シンガポールGPにおけるクラッシュゲート事件や、後述の2005年トルコGPにおけるデ・ラ・ロサの発言など疑惑があるものの、彼が現役時代に自身が監督するチーム内ではチームオーダーは無かったと発言している。ブリアトーレの思想では、チームオーダーはルールこそ制定されているものの意味を成さないルールであると述べ、2010年ドイツGPにてフェラーリが行った露骨なチームオーダーに対し支持を表明している。又、現FIA会長であるジャン・トッドがフェラーリ監督時代、2002年のオーストリアGPでの一件はトッドによる命令であったと皮肉と矛盾を指摘している。
ペドロ・デ・ラ・ロサ
F1ドライバーであり、ピレリのタイヤテストドライバーであるペドロ・デ・ラ・ロサは2005年のトルコGPでルノーがチームオーダーを出したと批判している。疑惑となった内容は同グランプリの2周目に3位を走行するフェルナンド・アロンソに対し、2位を走行するチームメイトのジャンカルロ・フィジケラをオーバーテイクするようにチームラジオで指示を出している内容である。この件に関してはルノーのチーム監督フラビオ・ブリアトーレも一貫して反論したが、デ・ラ・ロサはGPDAの会長を務めるなどドライバーの公平性を考慮する立場であった時期もあり、一時はチームオーダーに対して否定的な考えを示していた。但し、2010年トルコGPにてチームメイトの小林可夢偉と10位入賞争いをしていたレース終盤、タイヤの摩耗により周回遅れのマシンにもパスされる程タイムを落とした小林のタイムから推測してデ・ラ・ロサがたやすく前に出てオーバーテイクする事が出来たと思われたが、チームから事実上のチームオーダーがあった為に11位に甘んじた事を告白した。その後のインタビューにて、チームの為になるのであればドライバーはそれをアシストするべきであると述べ、どのようにチーム側の指示を秘匿・隠蔽してもすでに観客の目は欺けない事態にまで発展しておりチームオーダー禁止令は廃止するべきであると考えている。
ミハエル・シューマッハ
2002年のオーストリアGPの一件によって、チームオーダー規制が制定される発端となったミハエル・シューマッハは、フェラーリのチームオーダーに対して支持する考えを示しながらも、過去に自分が行った過ちを認める発言をしている。レースである以上、勝者は1人(※：1チーム)だけである為チームオーダーによって協力しながらより多くの戦果を挙げる事が重要であると考えている。また、チームオーダーに対し肯定的な考えを示しながらも、露骨な方法でドライバーに対して命令を下す様なやり方には否定的な考えを示している。
デビッド・クルサード
元F1ドライバーのデビッド・クルサードもチームオーダー容認派の一人である。現役引退後にチームオーダーが今でも存在していると発言した。但し、彼が過去に所属していたマクラーレンのロン・デニスやマーティン・ウィットマーシュ、レッドブルのクリスチャン・ホーナーはこれを明確に否定した。また、チームオーダーを根絶させるならば、F1は1チーム1台のルールにするべきであると考え、クルサードはモータースポーツという競技は個人競技であると認めながらもチームオーダーという行為は競技の性質上、絶対に避けられないとの見解を示している。
バーニー・エクレストン
F1運営組織のFOM（Formula One Management）、FOA（Formula One Administration）のCEOであったバーニー・エクレストンもチームオーダーに対して賛成派である。チームオーダー禁止令の発端となった2002年のオーストリアGPの後、フェラーリに対し処分が行われたがこの件に関しチームオーダーを自転車レースを引き合いに出し「レース」というものがチームで行うスポーツである以上は、ルールを変更すべきではないと発言し、ルール上ではフェラーリの行いは間違っていないと擁護している。(※：但し、フェラーリに対するペナルティの名目は「表彰式での違法行為」)2010年のドイツGPにおける一件も同様にチームオーダーを賛成する立場をとっており、チームオーダーという行為がチーム内の方針や作戦の一つとして存在すると考え、彼らの独自性までもルールで縛り付けるべきではないとしている。一方でFOM会長職を退いた後の2018年のオーストリアGPでは、2位を走るキミ・ライコネンに対して「3位を走る（ルイス・ハミルトンと激しいドライバーズタイトル争いを展開している）セバスチャン・ベッテルへ譲るようにチームオーダーが出されるのでは？」と言う観測も出る展開になったが、「レース終了直前にベッテルに抜かせることは簡単だっただろうが、フェラーリはそうさせなかった。彼らはスポーツの公平性だけでなく、キミの士気も保ったのだ」と、チームオーダーを出さなかったことを称賛するコメントも発している。
クリスチャン・ホーナー
レッドブル・レーシングのチーム代表であるクリスチャン・ホーナーはチームオーダーについて痛烈に批判している。先述の2010年ドイツGPの一件でフェラーリに対して10万ドルの罰金で事が収まった事に対し「10万ドルでチームオーダー（チャンピオン争いで有利な展開を示せるポイントという意味も含めて）が買えるのか?」と語っている。ホーナーの主張ではその年に在籍しているドライバーのマーク・ウェバーとセバスチャン・ベッテルを公平に戦わせている為、自身のチームでは在り得ないとの見解を示している。但し、以前レッドブルに在籍していたデビッド・クルサードは前述の通りレッドブルでもチームオーダーがあったと発言しており、又、時折ウェバーの発言からベッテルが優遇されているとも発言している。しかし、シーズン後半のタイトル争いの最終局面となると、それぞれのドライバーに「役割」を持たせる事に必要性を感じており、モータースポーツの残酷な現実を噛み締めながら勝つ為に自身のチームでもチームオーダーを行う事を検討すると発言している。
マックス・モズレー
元FIA会長のマックス・モズレーは、チームオーダーを禁止することの支持筆頭として知られる。彼は先述のドイツGPの一件で、フェラーリに対して罰金だけではあまりにも軽微すぎると考え、ポイント剥奪等のさらに厳罰を与えるべきであると述べている。モズレーの考えはレースは個人競技である故に、レースそのものを白熱化させるにはチームオーダーによってドライバーの個性を殺してしまうよりも、こうした行為を行わせないようにする事で公平なレースが行える事を狙っていた。又、当時自身が雑誌に連載していたコラムにて「ドライバースワップ案」というものを提唱しており、これはチーム側からのオファーによってドライバーと契約をするのではなく、ドライバーローテーションによって全チームのマシンに各ドライバーが搭乗し、一定のレースを消化した残り数レースをポイントランキング上位のドライバーが、どのチームのマシンに乗るかの優先権を与えられるというものである。この案は2002年の会合でもチームオーダー禁止に変わる代替案として提唱していたとされる。
レースを白熱化させるという思惑自体はチームオーダー容認派として知られるバーニー・エクレストンとも合致しており、当時フェラーリが独走していた背景とチームオーダーに対して非難の向きが高かった当時の世論の流れから、彼がフェラーリの独走を行わせない為の打開策（※：つまりは、チームメイト同士が争うようレースの白熱化）として布いたルールであるとも言え、現にモズレーがFIA会長に就任していた2003年よりチームオーダー禁止ルールの施行が開始された。